# صحراء الحوض العظيم

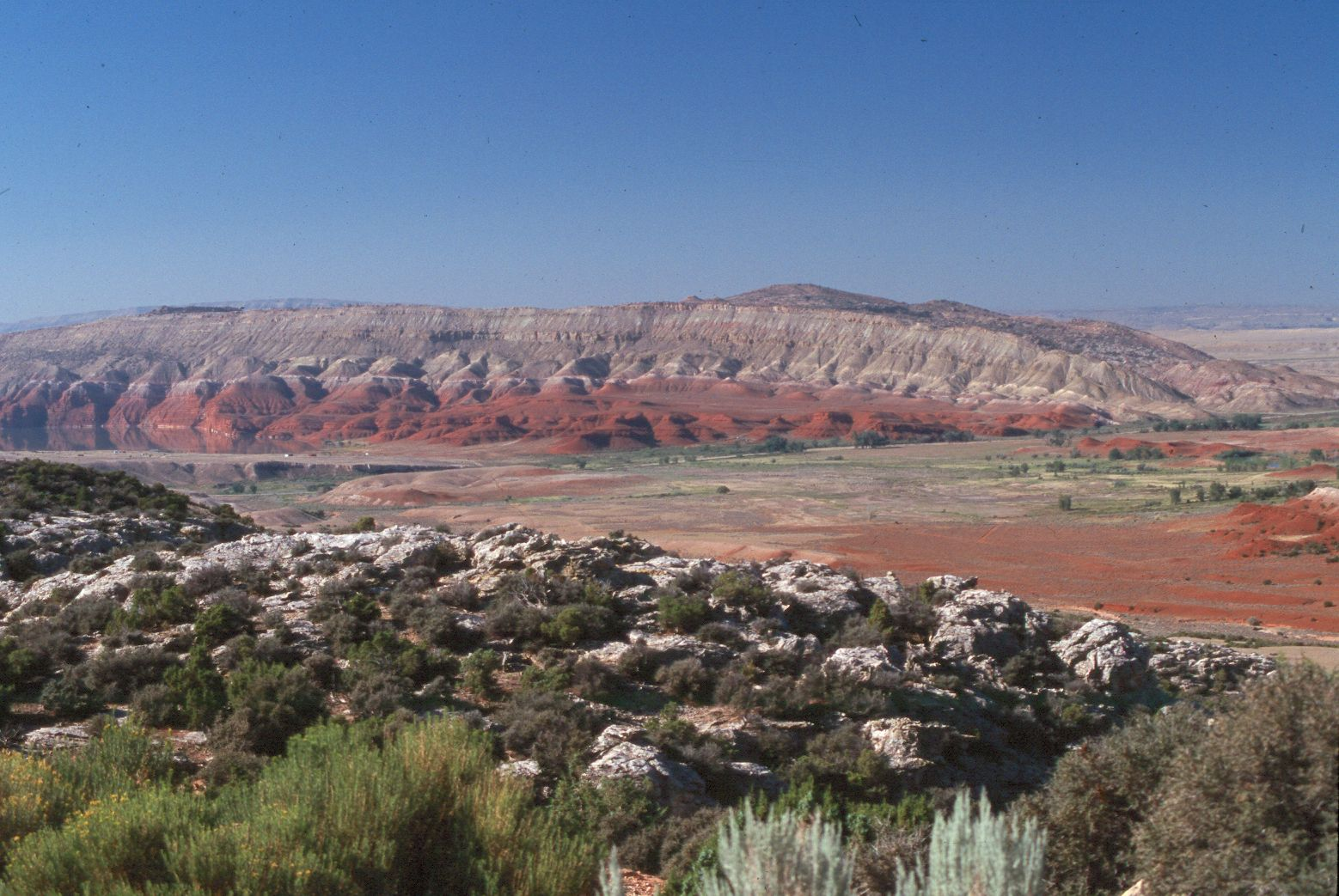
صورة لصحراء الحوض العظيم مبينة النباتات والجبال

تعد صحراء الحوض العظيم (بالإنجليزية: Great Basin Desert)‏ أكبر صحارى الولايات المتحدة، وتبلغ مساحتها 190000 ميل مربع. يحدها من الغرب سلسلة جبال سيرانيفادا وجبال روكي من الشرق، وهضبة كولومبيا من الشمال وصحراء موهافي وسنوران من الجنوب. وعلى عكس صحراء موهافي وسنورن، تتصف صحراء الحوض العظيم «بافتقارها لشجيرات الكريوزوت» وتم تحديدها لأغراض تقرير عام 1986 لجي روبرت ميسي الذي فرق بين «صحراء شجيرات الحوض العظيم» مقارنة «بصحراء شجيرات الكيروزوت». يتباين هطول المطر في منطقة صحراء الحوض العظيم ما بين 7 إلى 12 بوصة في كل عام، ويشمل الأحواض الجافة التي لا يوجد بها نباتات لاريا تريدنتاتا (البلوط) مثل تشالفنت، وهامل، وبنتون، والملكة، بالإضافة إلى أجزاء من وادي أوينز باستثناء الجزء الجنوبي الشرقي. وعلى العكس، فإن بنامنت، وسالينة، ويوريكا مقارنة بوادي الينابيع العميقة الذي يحتوي على شجيرات الكريوزوت، مقارنة بصحراء شجيرات الحوض العظيم.
صحراء الحوض العظيم هي عبارة عن صحراء باردة أنتجها تأثير ظل المطر الذي تشكله سلسلة جبال سيرانيفادا غربًا. النباتات الدائمة هي نبات"شادسكيل الدائم ونبات ساغبراش.
إن المنطقة البيئية الانتقالية التي تحد شمال صحراء موهافي هي عبارة عن حافة موطن شجيرات الكريوزوت وهي أيضًا حد لجنوب لشجيرات السهوب بالحوض الكبير ووالمناطق الإيكولوجية الوسطى بالحوض المتوسط. نشأت المنطقة البيئية الانتقالية بسبب زيادة الارتفاع، وانخفاض درجة الحرارة في المرتفعات الأعلى، وسقوط الأمطار (حيث إن ظل المطر أقل عند دوائر العرض العليا).